# Tribunal de Justicia del Estado de Río Grande del Sur
El Tribunal de Justicia del Estado de Río Grande del Sur (TJ-RS) es el órganod el Poder Judicial del  estado brasileño de Río Grande del Sur, con sede en la ciudad de Porto Alegre, su capital, y con jurisdicción en todo el territorio estadual. La corte está compuesta por 170 desembargadores. Son sus órganos el Tribunal Pleno, los grupos de Cámaras Criminales y los grupos de Cámaras Civiles; Cámaras Separadas, Civiles y Criminales y las Cámaras Especiales, la presidencia y las vicepresidencias, el Consejo de la Magistratura y la CCíveis e Criminais e as Câmaras Especiais; a Presidência e as Vice-Presidências; o Conselho da Magistratura; e la Contraloría General de Justicia.

## Sede
La sede actual se ubica en la Avenida Borges de Medeiros en el bairro Praia de Belas, Porto Alegre, ocupa un edificio inaugurado en noviembre de 1999. Está ubicada al lado del edificio del Departamento Autónomo de Carreteras. La sede anterior fue el edificio del Palacio de Justicia ubicado en la Plaza de la Matriz en el Centro Histórico de Porto Alegre que actualmente alberga sólo la administración general y la contraloría del Poder judicial.